# Sweetener World Tour
Sweetener World Tour — четвертый концертный тур американской певицы Арианы Гранде в поддержку ее четвертого и пятого студийных альбомов Sweetener и Thank U, Next. В список городов, включённых в турне был включён 101 город Северной Америки и Европы. Тур начался 18 марта 2019 года в Times Union Center в Олбани, Нью-Йорк, и завершился 22 декабря 2019 года в Инглвуде, Калифорния, в The Forum. LeRoy Bennett выступил в роли креативного директора и художника-постановщика.
Sweetener World Tour стал коммерчески успешен, получил мировую популярность и положительные отзывы от критиков, которые высоко оценили дизайн сцены и вокал поп дивы. Мировое турне посетило 1,3 миллиона человек; было собрано 146,6 миллиона долларов за 97 выступлений, что превзошло по продажам предыдущий концертный тур Арианы Гранде Dangerous Woman Tour, который до этого являлся самым успешным в ее карьере.
В течение тура было записано несколько концертов для альбома K Bye for Now. Он был выпущен 23 декабря 2019 года после заключительного шоу в Инглвуде, Калифорния 22 декабря 2019 года.
За день до годовщины окончания тура, 21 декабря 2020 года компанией Netflix был выпущен концертный документальный фильм о туре Sweetener World Tour Арианы Гранде: «Excuse Me, I Love You»